# Canale della Grazia

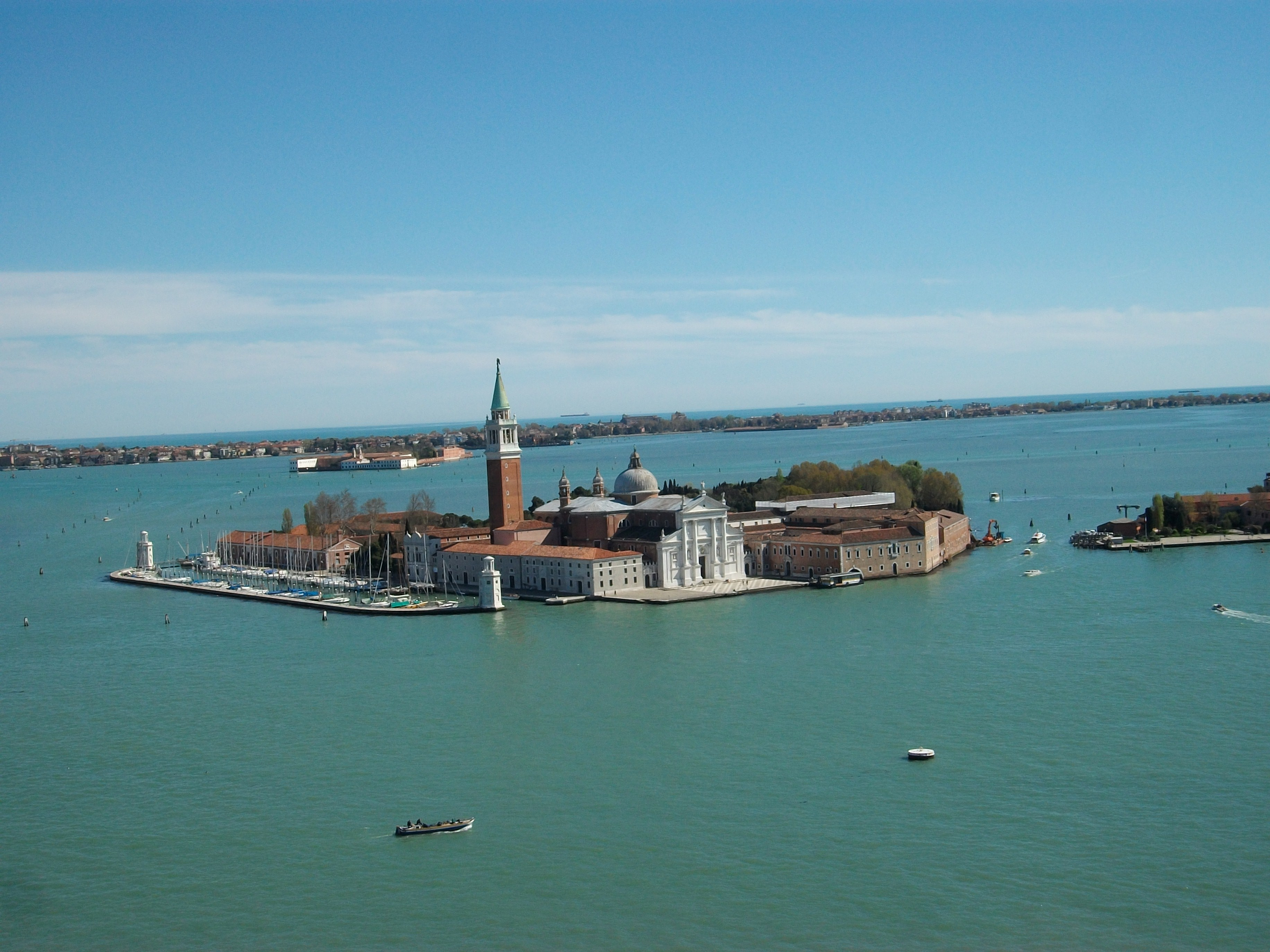
Canalul della Grazia, aici la dreapta de insula San Giorgio Maggiore.

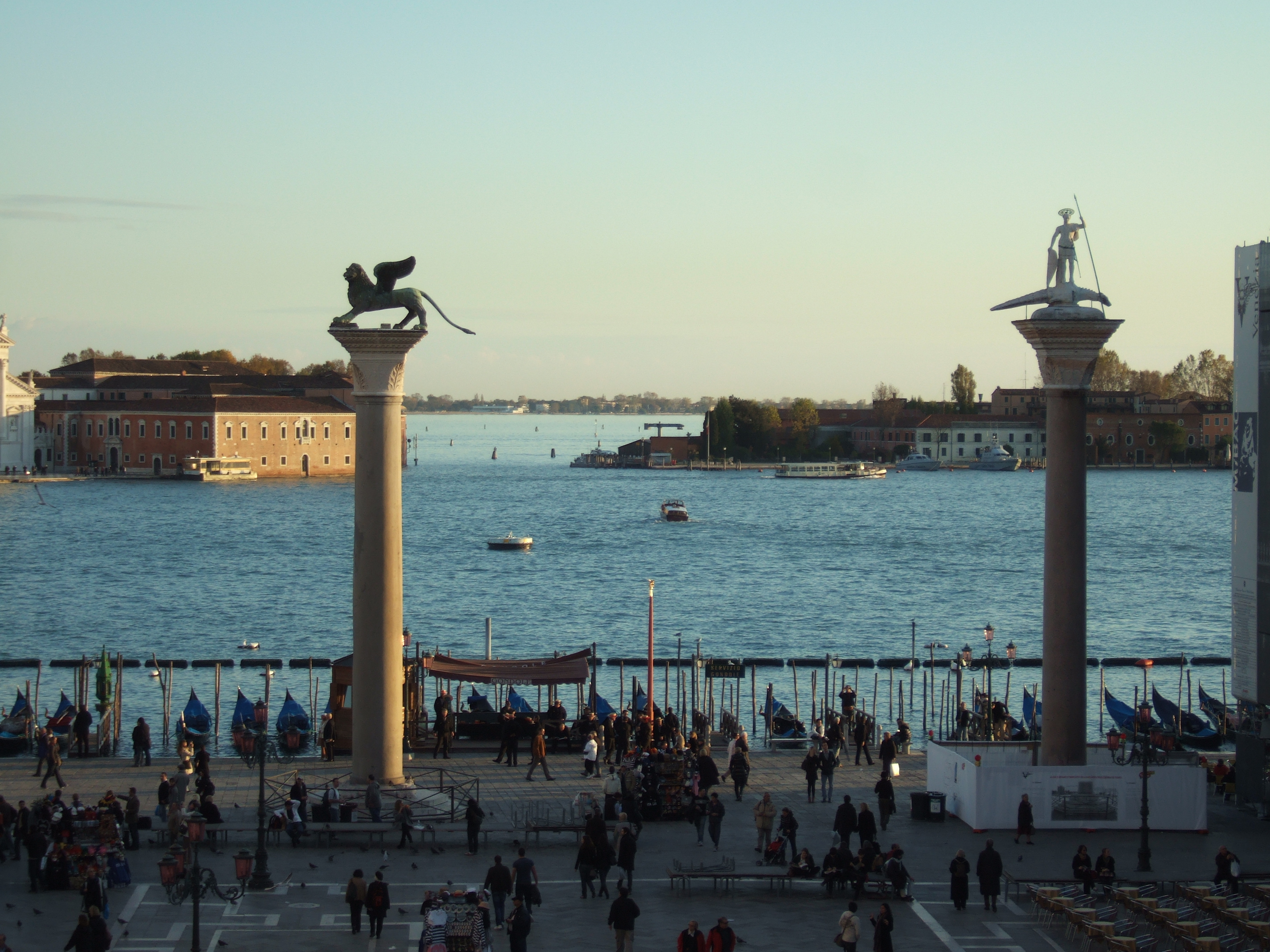
Vedere a canalului din Piaţa San Marco.

Canale della Grazia sau canale di San Giorgio Maggiore este un canal din Veneția situat între insula Giudecca din sestiere Dorsoduro și insula San Giorgio Maggiore din sestiere San Marco.

## Descriere
Canalul San Giorgio Maggiore are o lungime de aproximativ 500 de metri.  